# 弗吉尼亚权利法案

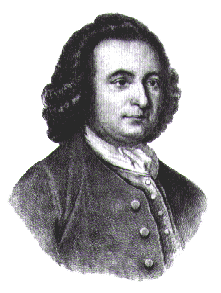
喬治·梅森，弗吉尼亚权利法案的主要拟定者

弗吉尼亚权利法案（英語：Virginia Declaration of Rights）是美国弗吉尼亚州的一项宪法法案。由喬治·梅森起草，并于1776年6月12日由弗吉尼亚议会通过。
弗吉尼亚权利法案是一个在美国历史上影响深远的文献，并对国外产生广泛的影响。它宣扬天赋人权这一思想，如人民有反抗“不胜任”政府的权利。该法案在弗吉尼亚议会一致通过，并被作为独立于1776年6月29日通过的弗吉尼亚宪法之外的文献。 后来作少量的改动，并入弗吉尼亚宪法的第一部分，从而具有法律效力并沿用至今。该法案对后来的许多文献产生影响，如美国独立宣言（1776），美国权利法案（1789）以及法国大革命的人权宣言（1789）。
喬治·梅森约在1776年5月20-26日期间开始起草该法案，后来该法案由托马斯·卢德维尔·李和议会修订，增加第十四段的人民有权享有统一政府这一权利。梅森在早期关于公民权利文献的基础之上起草他的法案，如英国权利法案（1689）。该法案可视为北美第一个保护公民的宪法，它反对特定政治阶层享有的特权，以及如英国权利法案中下议院和上议院的政府部门世袭制度。
该法案由十六段组成，全篇主旨为“属于弗吉尼亚的人民”的权利，并以此作为政府设立的基础。除确定固有的自然权利如生命权、自由权和财产权之外，法案还阐述政府服务人民的观点，列举一些对政府权力的限制。

## 原文
以下为弗吉尼亚权利法案的全文:
弗吉尼亚善良人民的代表，在其全体和自由的大会上制定一项权利宣言；宣言中所列权利属于他们及其后裔，是政府的基础。

一、所有人都是生来同样自由与独立的，并享有某些天赋权利，当他们组成一个社会时，他们不能凭任何契约剥夺其后裔的这些权利；也就是说，享受生活与自由的权利，包括获取与拥有财产、追求和享有幸福与安全的手段。

二、所有的权力都属于人民，因而也来自人民；长官是他们的受托人与仆人，无论何时都应服从他们。

三、政府是为了或者应当是为了人民、国家或社会的共同利益、保障和安全而设立的；在所有各种形式的政府当中、最好的政府是能够提供最大幸福和安全的政府，是能够最有效地防止弊政危险的政府；当发现任何政府不适合或违反这些宗旨时，社会的大多数人享有不容置疑、不可剥夺和不能取消的权利，得以公认为最有助于大众利益的方式，改革、变换或废黜政府。

四、除非为了服务公众，任何个人或一群人都无权自社会得到独占的或单独的报酬或特权；公务职位不能相传，行政官、立法者与法官等职不应世袭。

五、州的立法权和行政权应与司法分立，并应有明确界限；前两者的成员如能感受并分担人民的疾苦，就可以不致压迫人民；他们应在规定的期限，恢复平民身份，回到他们原来的单位去，其空缺则通过经常的、确定的、定期的选举来填补；在选举中，将按照法律规定，确定以前的所有成员或部分成员是否仍符合条件。

六、遴选议会人民代表的各项选举，均应自由进行；举凡能够证明与本社会有永久性共同利害关系并属于本社会的人都享有选举权；未经其本人同意，或其选出的代表同意，不能对其征税，或剥夺其财产以供公众使用；也不受任何未经他们为公益而以同样方式同意的法律的约束。

七、任何当局未经人民代表同意而中止法律或执行法律，其与此有关的所有权力都有损于人民的权利，均不得行使。

八、在所有可判死刑案件或刑事诉讼中，人们有权要求知道对其起诉的理由和性质，有权与起诉人和证人对质，要求查证对其有利的证据，并有权要求由来自其邻近地区的公正陪审团进行迅速审理；未经陪审团的一致同意，不能确认他有罪，也不能强迫他自证其罪；除非根据当地法律或由与其地位相同的公民所组的陪审团裁决，不得剥夺任何人的自由。

九、不得要求缴交过量的保释金或判处过重的罚金，也不得判处残酷而非同寻常的刑罚。

十、对官员或执令人员签发一般搜捕令，使其在没有获得所犯事实的证据时，即行搜查可疑地点，或拘捕未经指名或其罪行未经阐明且无实据足以佐证的人；这种搜捕令实属不可容忍并且是压制性的，绝对不应签发。

十一、在财产纠纷和人与人之间的诉讼案件中由陪审团进行裁定，这一古老的审判程序比任何其它程序均为可取、应予以保持并视为神圣不可侵犯。

十二、出版自由乃自由的重要保障之一，绝不能加以限制；只有专制政体才会限制这种自由。

十三、由受过军事训练的人民组成并管理得当的民兵，乃自由州的妥善、自然而安全的保障；在和平时期，常备军会危及自由，应避免设置；在任何情况下，军队都应严格服从文职权力，并受其统率。

十四、人民有权享有一个统一的政府；因此，在弗吉尼亚地区内，不得于弗吉尼亚政府之外另行设立或成立任何政府。

十五、必须坚持公正、适中、节制、勤俭和优良品德，经常谨守各项基本原则，否则任何人民都不能保有自由的政府，也无法享有上苍所赐的自由。

十六、宗教，亦即我们对创世主所负有的责任以及尽这种责任的方式，只能由理智和信念加以指引，不能借助于强力或暴行；因此，任何人都有按照良知的指示，自由信仰宗教的平等权利，所有人都相互有责任以基督的克制、博爱和仁慈对待他人。

乔治·梅森先生起草，1776年6月12日弗吉尼亚议会一致通过

## 影响
该法案对以后的文献产生了巨大的影响。它启发了在一个月后（1776年7月）起草《独立宣言》的托马斯·杰弗逊，詹姆斯·麦迪逊在起草《权利法案》（1787年9月完成，1789年通过）的时候亦受此法案影响，拉法耶特侯爵在起草法国大革命的《人权宣言》（1789）的时候同样受此影响。
弗吉尼亚权利法案的重要性在于，它第一次以宪法形式来保护公民权利，而不是仅保护议会成员的权利，而且不像简单的法律那样可以很容易的修改并通过。比如说，这是第一份呼吁出版自由的权利法案。

## 法案的引用
我们认为这些真理是不言而喻的：人人生而平等，他们都从他们的“造物主”那边被赋予了某些不可转让的权利，其中包括生命权、自由权和追求幸福的权利。为了保障这些权利，所以才在人们中间成立政府。而政府的正当权力，则系得自被统治者的同意。——独立宣言
在權利方面，只有在公共利用上面才顯示社會上的差別。——人权宣言